# Kivik-Esperöds Arboretet

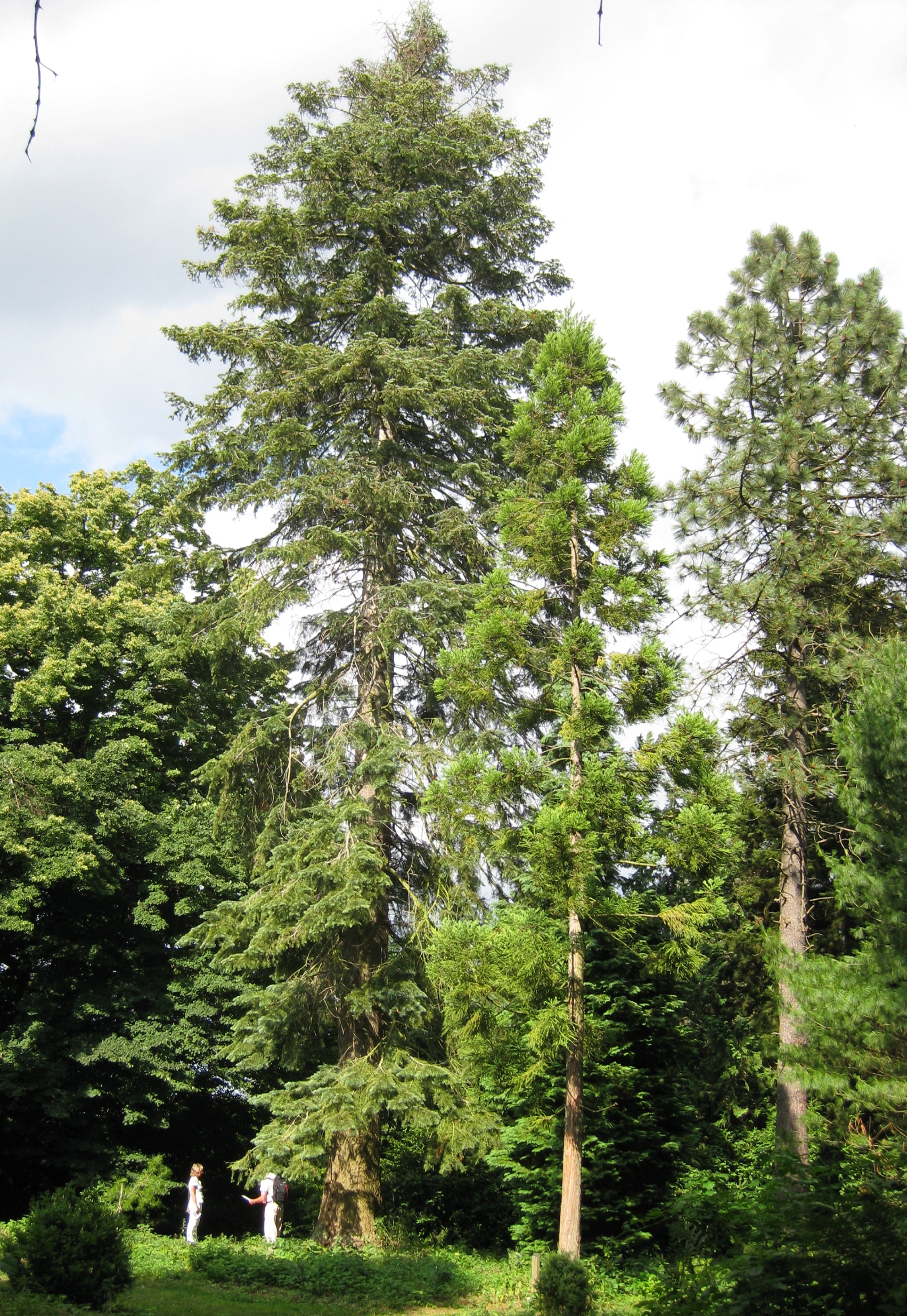
Några av de större träden

Kivik-Esperöds arboretet är ett gammalt arboretum, det vill säga en trädsamling i Södra Mellby socken vid Kivik i Simrishamns kommun. Samlingen anlades av Albert Wallis på 1920-talet. Han planterade ett stort antal sällsynta träd, främst exotiska barrträd och städsegröna lövträd, på platsen.
Arboretet, som är öppet för allmänheten, sköts numera av en ideell förening och består av bland annat stora ädelgranar, tallar, kryptomerior, solfjädertallar, thujor, cederthujor, ädelcypresser och mandaringranar. Arboretet är också känt för sina magnolior. 